# 斯洛博齊亞喬勒什蒂鄉
45°37′N 27°12′E / 45.617°N 27.200°E
斯洛博齊亞喬勒什蒂鄉（羅馬尼亞語：Comuna Slobozia Ciorăști, Vrancea），是羅馬尼亞的鄉份，位於該國東部，由弗朗恰縣負責管轄，面積78平方公里，海拔高度48米，2002年人口2,056，人口密度每平方公里26人。